# Plagiochila erlangensis
Plagiochila erlangensis là một loài rêu trong họ Plagiochilaceae. Loài này được M. L. So mô tả khoa học đầu tiên năm 1999.